# Astrotaksja
Astrotaksja – mechanizm orientacji przestrzennej zwierząt względem ciał niebieskich (Księżyca, Słońca), występuje m.in. u ptaków.